# Tempesta tropical Barry (2001)
La tempesta tropical Barry va ser una forta tempesta tropical que recalà a la panhandle de Florida durant l'agost del 2001. Va ser el tercer cicló tropical i la segona tempesta esmentada durant la temporada d'huracans a l'Atlàntic del 2001. Barry es desenvolupà a partir d'una ona tropical que es va desplaçar des de la costa d'Àfrica el 24 de juliol i va avançar en direcció oest. Causà 30 milions de dòlars en danys a Florida.